# Кенилуърт
Вижте пояснителната страница за други значения на Кенилуърт.
Кѐнилуърт (на английски: Kenilworth) е град в централната част на графство Уоруикшър, Англия. През 2001 г. е с население от 22 582 души. Намира се на десет километра южно от Ковънтри.
Известен е предимно със замъка Кенилуърт. Уолтър Скот пише за историята на замъка в романа си Кенилуърт през 1821 г.
В Кенилуърт от 2002 до 2007 г. се произвеждат спортните автомобили Маркос, преди компанията да обяви ликвидация.

## Побратимени градове
- Бо, Сиера Леоне